# His Official Appointment
His Official Appointment è un cortometraggio muto del 1912 diretto e interpretato da Charles Kent.

## Produzione
Il film fu prodotto dalla Vitagraph Company of America.

## Distribuzione
Distribuito dalla General Film Company, il film - un cortometraggio in una bobina - uscì nelle sale cinematografiche statunitensi il 4 novembre 1912 e in quelle del Regno Unito fu distribuito il 13 febbraio 1913.
La pellicola, riversata, è stata inserita in un DVD dal titolo Norma Talmadge at Vitagraph pubblicato nel 2007 dalla Grapevine.